# 630-й отдельный разведывательный артиллерийский дивизион
630-й отдельный разведывательный артиллерийский дивизион Резерва Главного Командования — воинское формирование Вооружённых Сил СССР, принимавшее участие в Великой Отечественной войне.
Сокращённое наименование — 630-й орадн РГК.

## История
Сформирован в г. Саранск  7 июля 1943г. В действующей армии с 7.07.1943 по 1.06.1944.
В ходе Великой Отечественной войны вёл артиллерийскую разведку в интересах артиллерии соединений и  объединений Степного , 2-го Украинского   и 3-го Украинского  фронтов.
1 июня 1944 года в соответствии с приказом НКО СССР от 16 мая 1944 года №0019  630-й орадн обращён на формирование  160-й пабр 57-й  армии 3-го Украинского фронта  . .

## Состав
- Штаб
- Хозяйственная часть
- 1-я батарея звуковой разведки (1-я БЗР)
- 2-я батарея звуковой разведки (2-я БЗР)
- батарея топогеодезической разведки (БТР)
- взвод оптической разведки (ВЗОР)
- фотограмметрический взвод (ФГВ)
- хозяйственный взвод

## Подчинение
| Дата                | Фронт                | Армия      | Корпус | Дивизия | Бригада | Примечания |
| ------------------- | -------------------- | ---------- | ------ | ------- | ------- | ---------- |
| 7.07.43 -7.09.43г.  | Степной фронт        | -          | -      | -       | -       | -          |
| 7.09.43 -20.10.43г  | Степной фронт        | 37-я армия | -      | -       | -       | -          |
| 20.10.43-15.01.44г. | 2-й Украинский фронт | 37-я армия | -      | -       | -       | -          |
| 15.01.44-1.06.44г.  | 3-й Украинский фронт | 37-я армия | -      | -       | -       | -          |

## Командование дивизиона
Командир дивизиона
- майор Малахов
- капитан Юрченко Иван Сергеевич

Начальник штаба дивизиона
- капитан Липченко Иван Иванович
- капитан Гребёнкин Александр Кузьмич

Заместитель командира дивизиона по политической части
- майор Мамедов Али

Помощник начальника штаба дивизиона
- капитан Симонов Николай Алексеевич

Помощник командира дивизиона по снабжению
- гв. капитан Крыляк Яков Шулимович

## Командиры подразделений дивизиона
Командир 1-й БЗР
- ст. лейтенант Листратов Алексей Иванович

Командир 2-й БЗР
- лейтенант Шульговский Леонид Павлович
- ст. лейтенант Маркевич Иван Иванович

Командир БТР
- лейтенант Шляпников Валентин Гаврилович

Командир ВЗОР
- лейтенант Исаев Иван Игнатьевич

Командир ФГВ
- ст. лейтенант Сэккэ Альфред Яковлевич